# Burlington Northern Railroad
Burlington Northern Railroad var ett amerikanskt järnvägsbolag som existerade mellan 1970 och 1995. Företaget bildades 1970 genom en sammanslagning av bolagen Great Northern, Northern Pacific Railway, Chicago, Burlington and Quincy Railroad och Spokane, Portland and Seattle Railway. 1995 gick Burlington Northern ihop med Atchison, Topeka and Santa Fe Railway och bildade Burlington Northern Santa Fe Railway.
År 1988 beslutade BNR att knoppa av all verksamhet som inte hade något med järnväg att göra som bland annat energi, fastigheter och skogsbruk. Det nya företaget fick namnet Burlington Resources. BNR tog över alla skulder i BR mot att ta 87% av aktieinnehavet i det nya företaget.